# Saint-Souplet-sur-Py
Ne doit pas être confondu avec Saint-Souplet, commune du Nord ou Saint-Soupplets, commune de Seine-et-Marne
Saint-Souplet-sur-Py est une commune française, située dans le département de la Marne en région Grand Est.

## Géographie

### Description
Saint-Souplet-sur-Py est un village rural de la Marne limitrophe du département des Ardennes, desservi par la route départementale 20, entre Saint-Martin-l'Heureux et Sainte-Marie-à-Py et situé à 31 km à vol d'oiseau à l'est de Reims, 31 km au sud de Rethel, 68 km à l'ouest de Verdun, 13 km au sud-est de Suippes et à 32 km au nord de Châlons-en-Champagne
Deux chemins de traverse partent de la commune, un vers Aubérive, l'autre vers Saint-Hilaire-le-Grand.

### Communes limitrophes
| Saint-Clément-à-Arnes           | Saint-Pierre-à-Arnes | Saint-Étienne-à-Arnes  |
| Dontrien Saint-Martin-l'Heureux | Saint-Souplet-sur-Py | Sainte-Marie-à-Py      |
| Vaudesincourt                   | Aubérive             | Saint-Hilaire-le-Grand |

### Hydrographie

#### Réseau hydrographique
La commune est dans la région hydrographique « la Seine du confluent de l'Oise (inclus) à l'embouchure » au sein du bassin Seine-Normandie. Elle est drainée par la Py et divers bras de la Py,.
La Py, d'une longueur de 15 km, prend sa source dans la commune de Sommepy-Tahure et se jette  dans la Suippe à Saint-Martin-l'Heureux, après avoir traversé cinq communes.

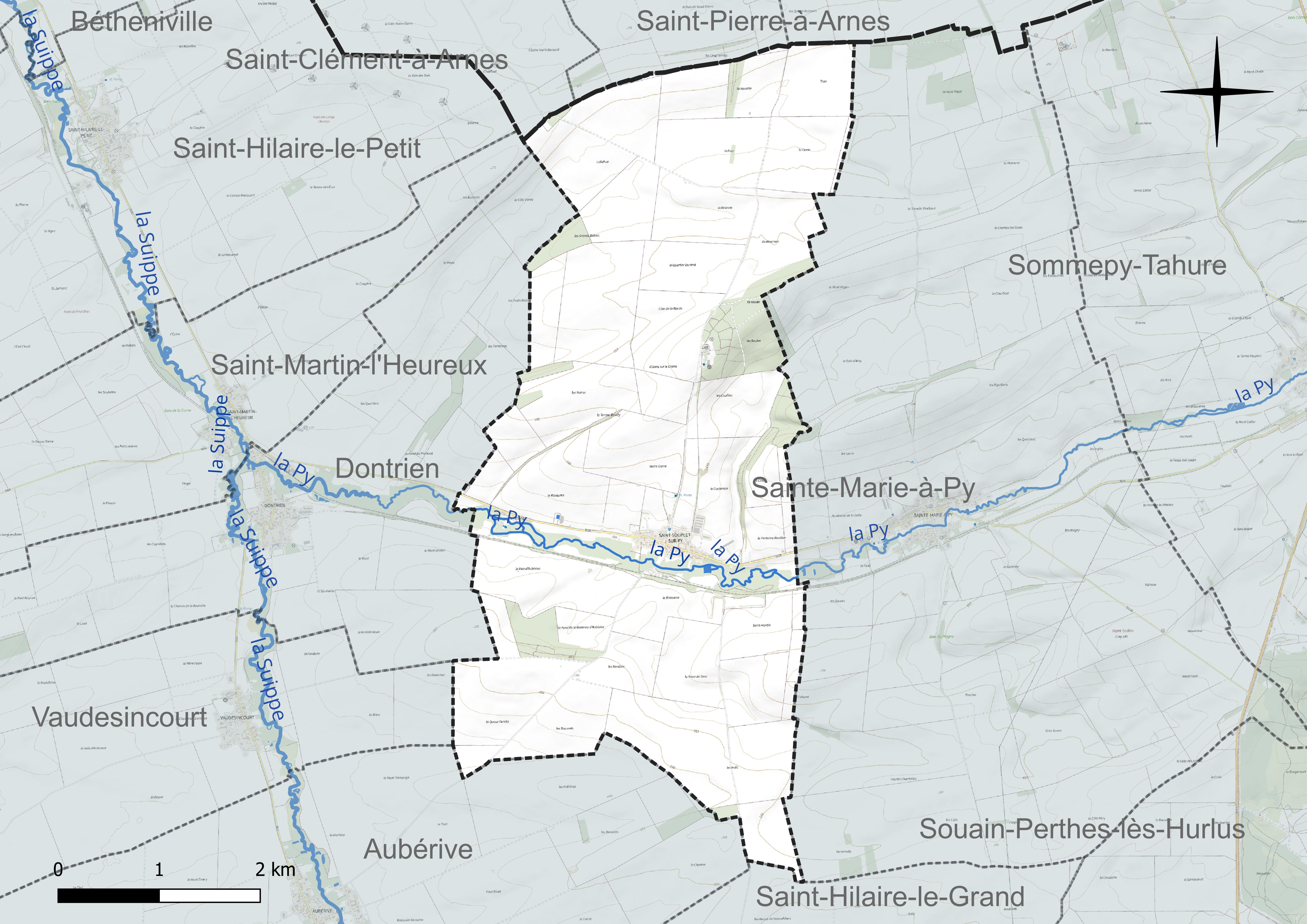
Réseau hydrographique de Saint-Souplet-sur-Py.

#### Gestion et qualité des eaux
Le territoire communal est couvert par le schéma d'aménagement et de gestion des eaux (SAGE) « Aisne Vesle Suippe ». Ce document de planification, dont le territoire s’étend sur 3 096 km2 répartis sur trois départements (Aisne, Marne et Ardennes) et deux régions (Champagne-Ardenne et Picardie), a été approuvé le 16 décembre 2013. La structure porteuse de l'élaboration et de la mise en œuvre est le Syndicat d’aménagement des bassins Aisne Vesle Suippe (SIABAVES).
La qualité des cours d’eau peut être consultée sur un site dédié géré par les agences de l’eau et l’Agence française pour la biodiversité.

### Climat
Pour des articles plus généraux, voir Climat du Grand Est et Climat de la Marne.
En 2010, le climat de la commune est de type climat océanique dégradé des plaines du Centre et du Nord, selon une étude du Centre national de la recherche scientifique s'appuyant sur une série de données couvrant la période 1971-2000. En 2020, Météo-France publie une typologie des climats de la France métropolitaine dans laquelle la commune est exposée à un climat océanique altéré et est dans la région climatique Nord-est du bassin Parisien, caractérisée par un ensoleillement médiocre, une pluviométrie moyenne régulièrement répartie au cours de l’année et un hiver froid (3 °C).
Pour la période 1971-2000, la température annuelle moyenne est de 10,2 °C, avec une amplitude thermique annuelle de 15,8 °C. Le cumul annuel moyen de précipitations est de 752 mm, avec 11,9 jours de précipitations en janvier et 8,8 jours en juillet. Pour la période 1991-2020, la température moyenne annuelle observée sur la station météorologique de Météo-France la plus proche, « Sommepy », sur la commune de Sommepy-Tahure à 7 km à vol d'oiseau, est de 10,9 °C et le cumul annuel moyen de précipitations est de 771,4 mm. 
La température maximale relevée sur cette station est de 41 °C, atteinte le 25 juillet 2019 ; la température minimale est de −16 °C, atteinte le 4 janvier 2004,,.
Les paramètres climatiques de la commune ont été estimés pour le milieu du siècle (2041-2070) selon différents scénarios d'émission de gaz à effet de serre à partir des nouvelles projections climatiques de référence DRIAS-2020. Ils sont consultables sur un site dédié publié par Météo-France en novembre 2022.

## Urbanisme

### Typologie
Au 1er janvier 2024, Saint-Souplet-sur-Py est catégorisée commune rurale à habitat dispersé, selon la nouvelle grille communale de densité à sept niveaux définie par l'Insee en 2022.
Elle est située hors unité urbaine et hors attraction des villes,.

### Occupation des sols
L'occupation des sols de la commune, telle qu'elle ressort de la base de données européenne d’occupation biophysique des sols Corine Land Cover (CLC), est marquée par l'importance des territoires agricoles (89,7 % en 2018), une proportion sensiblement équivalente à celle de 1990 (90,4 %). La répartition détaillée en 2018 est la suivante : 
terres arables (89,7 %), forêts (8,5 %), zones urbanisées (1,7 %). L'évolution de l’occupation des sols de la commune et de ses infrastructures peut être observée sur les différentes représentations cartographiques du territoire : la carte de Cassini (XVIIIe siècle), la carte d'état-major (1820-1866) et les cartes ou photos aériennes de l'IGN pour la période actuelle (1950 à aujourd'hui).

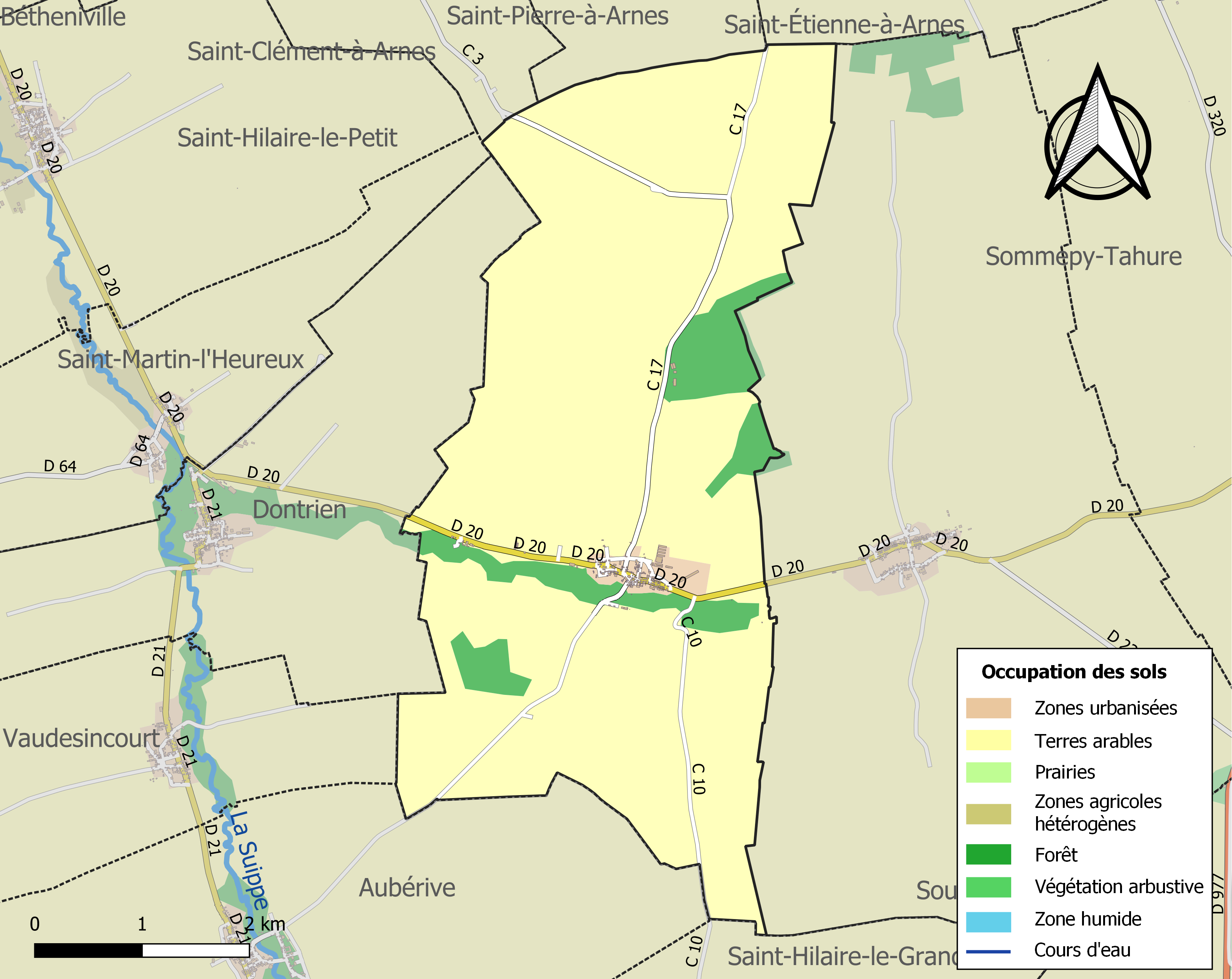
Carte des infrastructures et de l'occupation des sols de la commune en 2018 (CLC).

### Habitat et logement
En 2019, le nombre total de logements dans la commune était de 70, alors qu'il était de 71 en 2014 et de 67 en 2009.
Parmi ces logements, 78,5 % étaient des résidences principales, 7,2 % des résidences secondaires et 14,3 % des logements vacants. Ces logements étaient pour 100 % d'entre eux des maisons individuelles et pour 0 % des appartements.
Le tableau ci-dessous présente la typologie des logements à Saint-Souplet-sur-Py en 2019 en comparaison avec celle de la Marne et de la France entière. Une caractéristique marquante du parc de logements est ainsi une proportion de résidences secondaires et logements occasionnels (7,2 %) supérieure à celle du département (2,9 %)  mais inférieure à celle de la France entière (9,7 %). Concernant le statut d'occupation de ces logements, 77,2 % des habitants de la commune sont propriétaires de leur logement (73,7 % en 2014), contre 51,6 % pour la Marne et 57,5 pour la France entière.
| Typologie                                               | Saint-Souplet-sur-Py | Marne | France entière |
| ------------------------------------------------------- | -------------------- | ----- | -------------- |
| Résidences principales (en %)                           | 78,5                 | 87,9  | 82,1           |
| Résidences secondaires et logements occasionnels (en %) | 7,2                  | 2,9   | 9,7            |
| Logements vacants (en %)                                | 14,3                 | 9,2   | 8,2            |

## Toponymie
Le nom de la localité est attesté sous les formes « Super fluvium Pidam in paroecia Sancti Sulpitii » (1066) ; Sanctus Suppletius (1209) ; Sanctus Supplicius (1219) ; Sanctus Suppletus (1222) ; Sanctus Soppletus (vers 1260) ; Sanctus Soupletus (1303-1312) ; Saint-Souplet (XIVe siècle) ; Saint-Soupplet (1602) ; Montsouplet (1794) ; Saint-Souplet-sur-Py (1876).

Au cours de la Révolution française, la commune, alors nommée simplement Saint-Souplet, porte provisoirement le nom de Mont-Souplet.

Saint-Souplet est un hagiotoponyme qui fait référence à un Saint Sulpice, peut-être Sulpice Sévère.
Le 2 avril 1961, le nom de la commune de Saint-Souplet devient Saint-Souplet-sur-Py.

La Py est une rivière de Champagne qui coule dans le département de la Marne.

## Histoire

### Temps modernes
En 1680, pour le Louis XIV (1638-1715), c’est l’année des voyages en Champagne. Le 9 novembre, en partance de Grandpré, puis de Monthois, le Roi se rendit à Saint-Souplet-sur-Py pour une nuitée : « de Grandpré, le roi vint dîner à Monthois et coucher à Saint-Souplet, qui est une assez jolie maison de gentilhomme, mais dont le village est si petit que la cour y fut très incommodée».

### Époque contemporaine
Le village dispose d'une station sur la ligne de Bazancourt à Challerange de 1872 à 1938, facilitant les déplacements des habitants et le transport des marchandises. La « place de la gare » rappelle cette desserte ferroviaire de la commune
À la veille de la Première Guerre mondiale, la population de Saint-Souplet s’élève à 381 habitants, répartis en 139 feux. L’économie locale comprend  6 tisseurs de lainages, 1 aubergiste, 1 notaire et son clerc, 1 menuisier, 2 charrons, des maréchaux-ferrants, 2 fromagers, des meuniers, coquetiers, modistes et couturières, 1 curé, 1 coiffeur et 1 sage-femme[réf. nécessaire].

Le village avant la Première Guerre mondiale
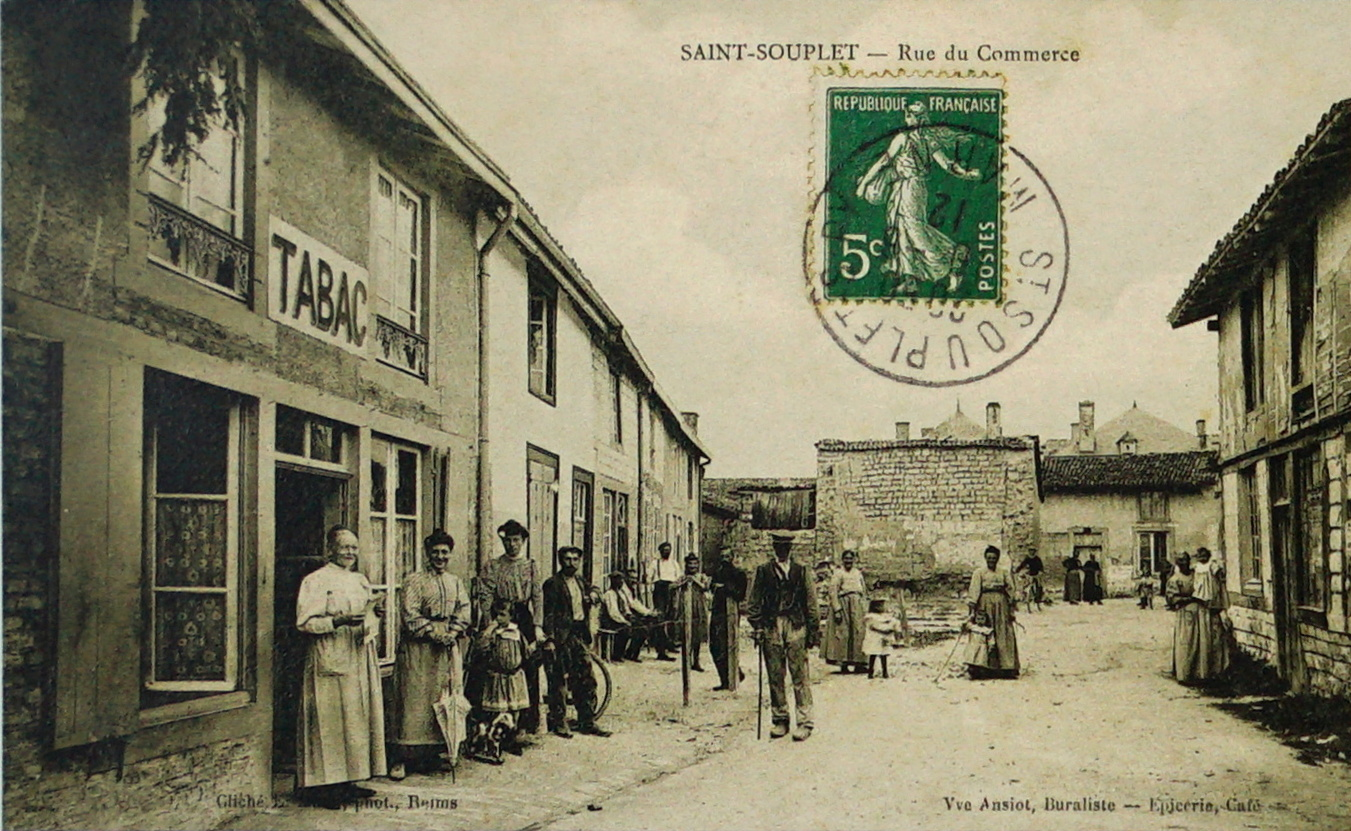
La « rue du commerce »
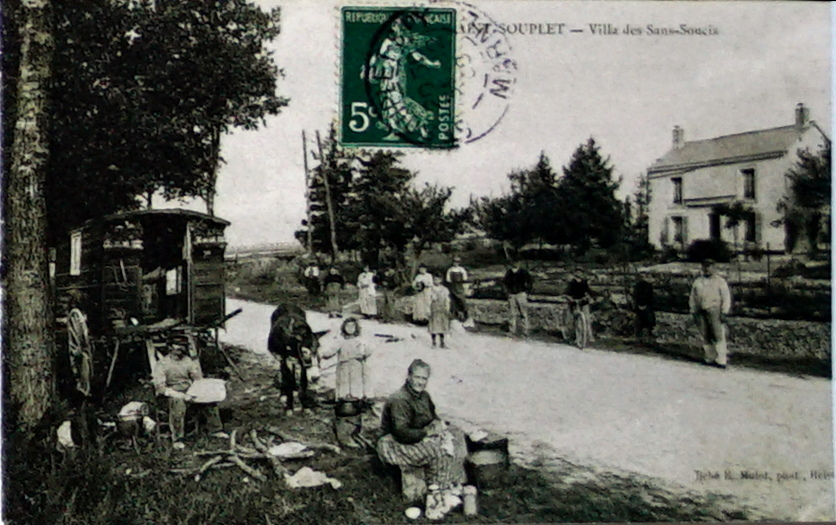
La « villa des Sans-Soucis »

#### Première Guerre mondiale
Saint-Souplet est occupé aux tout premiers jours de septembre 1914 par les Allemands (des Saxons de la 3e armée du général Max von Hausen), à la suite de la retraite stratégique de l’armée française. Le village ne subit pas alors de dégâts majeurs, mais une mise à sac en règle. Une partie de la population fuit devant l’envahisseur tandis que celle restée au village est expulsée quelques jours plus tard vers Rethel. Les populations déplacées sont logées chez l’habitant ou pour les moins chanceux, regroupés dans une usine appelée « Cayenne ». Tous souffrent de la faim et doivent s’endetter auprès de la ville de Rethel pour acheter du pain et de la nourriture.
Après leurs défaites lors de la  Bataille de la Marne, les armées ennemies battent en retraite et s’installent durablement sur une ligne de positions naturelles favorables, constituée par les monts de Moronvilliers, la crête de Navarin et les buttes de Souain et de Tahure. Situé à moins de 2 kilomètres du front (ligne Aubérive - Épine de Vedregange – ferme de Navarin), Saint-Souplet est occupé tout au long de la guerre principalement par des Saxons, en particulier par ceux des régiments d’infanterie 104, 106 et 107, qui y organisent leurs cantonnements. Les maisons servent d’abris aux troupes au repos et à des états-majors jusqu’au niveau division pour les plus cossues d’entre-elles.
D’importance stratégique sur le plan logistique, des dépôts de vivres, de munitions et de matériels d’organisation du terrain s’y côtoient, leur ravitaillement rendu possible grâce à la présence de la voie ferrée et au renforcement et à l’élargissement de chemins en direction des Ardennes (la route des Russes réalisée par des prisonniers de guerre de cette nationalité). De nombreuses sapes et boyaux de communication reliaient les réseaux de tranchées au village. La concentration en batteries d’artillerie y était également imposante. Enfin, sur le plan sanitaire, des postes de secours triaient les blessés, évacuaient les plus légers vers l’arrière, alors que deux hôpitaux de campagne (dont l’un au « terme des côtes ») traitaient sur place les plus gravement atteints ; un cimetière militaire et une chapelle y ont été réalisés.
La puissante offensive française du 25 septembre 1915 lors de la Bataille de Champagne  n'a qu'un succès limité. Les secondes lignes allemandes ne peuvent être franchies, faute de préparation d’artillerie suffisante. En revanche, les obus de 155 français visant à désorganiser les arrières de l’ennemi, occasionnent d’importants dégâts au village. L’église est en partie détruite et nombre de maisons sont transformées en ruines fumantes, rendant ainsi bien moins confortable le séjour de l’occupant.
Le soldat Laurent Couapel relate dans ses souvenirs de guerre : « Nous étions du 106e d’infanterie en renfort du 155ème. Nous montions en ligne pour la grande bataille de Champagne. Notre secteur était face à Saint-Souplet. Arrivés en première ligne, les 75 nous passaient au ras de la tête pour éclater à 100 mètres. Les 155 et les plus gros calibres passaient en miaulant pour aller pilonner l’arrière de l’ennemi. C’était un vacarme et un feu d’artifice inimaginables ».
Les positions ne sont alors plus modifiées de manière sensible jusqu’au 15 juillet 1918, à la suite de la victoire française décisive qui stoppe la Bataille de Champagne  (Friedensturm ou offensive pour la paix) lancé par les Allemands. Les duels d’artillerie et les dernières destructions allemandes avant leur retraite, confèrent au village un aspect lunaire. Les ruines de Saint-Souplet ne retrouvent le calme et la sérénité qu’en octobre 1918, à l’issue de l’offensive de la 4e armée du général Gouraud qui remporte la bataille des monts de Champagne avec l’appui de divisions américaines.

Le village détruit
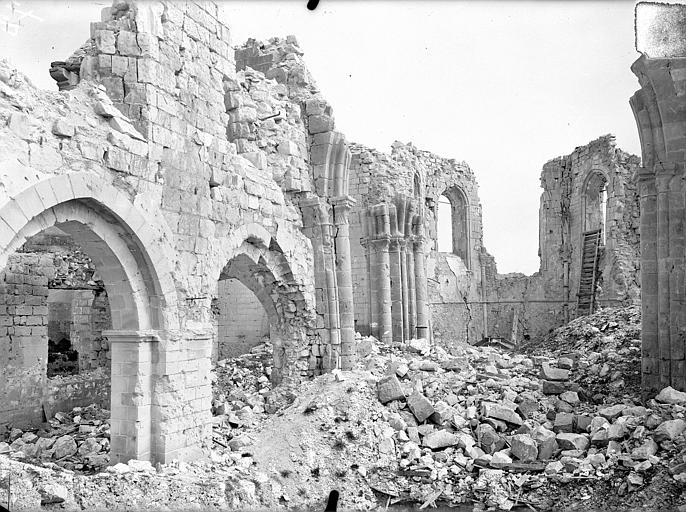
La nef de l'église en 1914
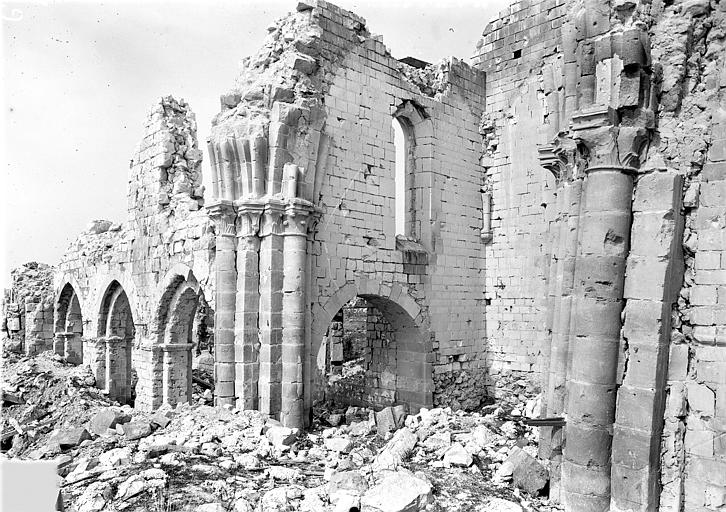
La nef de l'église en 1914.
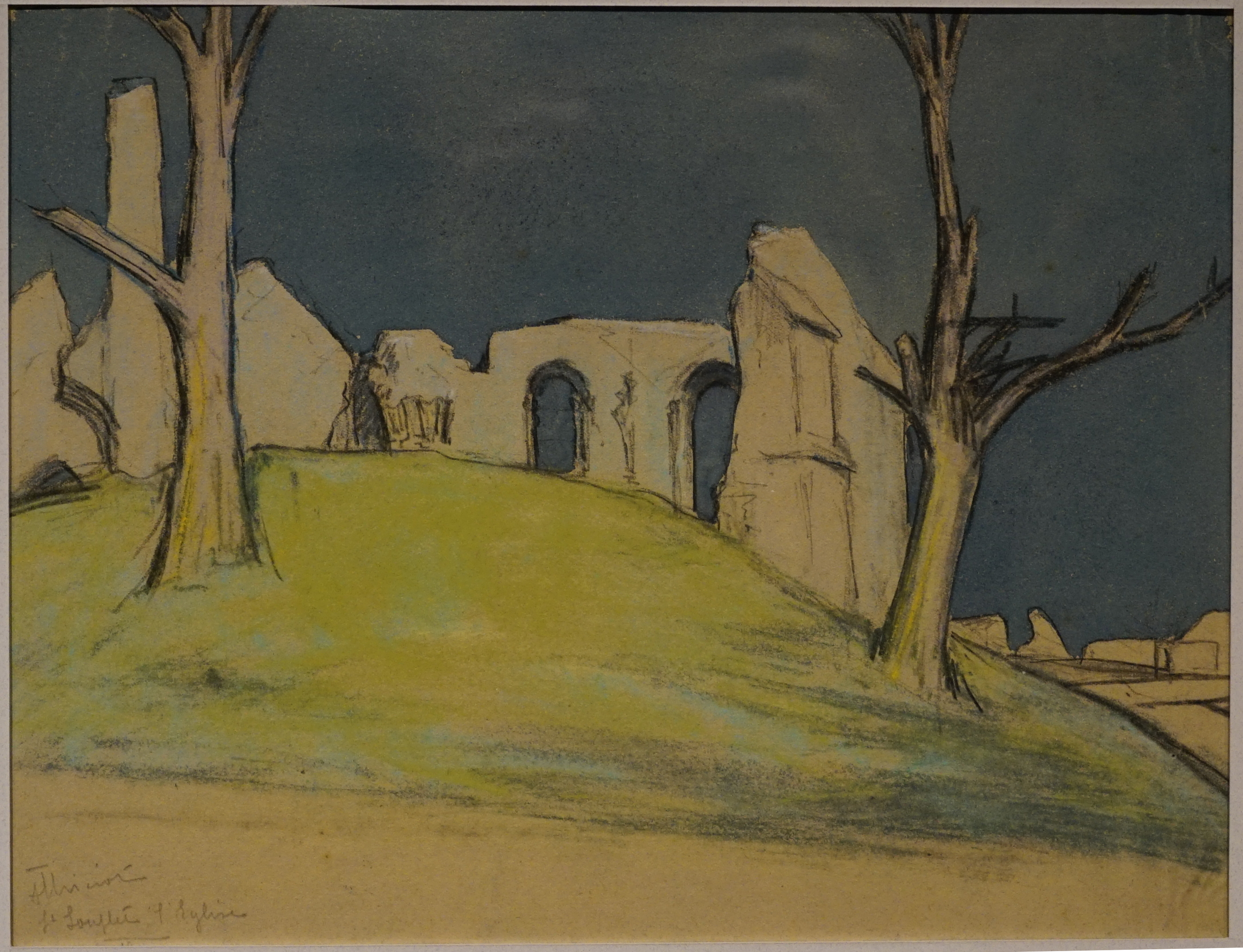
Amaury Thiérot : Saint-Souplet (1918)

Le village est considéré comme détruit à la fin de la guerre et a  été décoré de la Croix de guerre 1914-1918, le 20 septembre 1920.
Une dizaine de jeunes hommes de Saint-Souplet meurent au champ d’honneur au cours du premier conflit mondial. Leur nom figure sur le monument aux morts de la commune.

#### Reconstruction
Le village, complètement détruit, a été reconstruit à partir de 1922.
Le premier bâtiment à sortir de terre est la boulangerie, servant à alimenter la population revenue sur ses terres natales, puis de petites habitations provisoires (les baraques Adrian) destinés à abriter les habitants revenus progressivement au pays.
Les maisons définitives, construites à partir des années vingt, se caractérisent par des façades constituées de pierres de pays ou pierres meulières avec des contours d’ouvertures en briques. Les bâtiments agricoles sont bâtis en parpaings de grèves. C’est ainsi que ce dessine la morphologie du village que l’on connait actuellement. La reconstruction a laissé aussi une trace particulière à Saint-Souplet. La nef de l’église a été reconstruite dans le sens opposé à celui d’origine. Cette particularité a valu que cette église soit classée Architecture des bâtiments de France.

## Politique et administration

### Rattachements administratifs et électoraux

#### Rattachements administratifs
La commune se trouve dans l'arrondissement de Reims du département de la Marne.
Elle faisait partie depuis 1801 du canton de Beine-Nauroy. Dans le cadre du redécoupage cantonal de 2014 en France, cette circonscription administrative territoriale a disparu, et le canton n'est plus qu'une circonscription électorale.

#### Rattachements électoraux
Pour les élections départementales, la commune fait partie depuis 2014 du canton de Mourmelon-Vesle et Monts de Champagne.
Pour l'élection des députés, elle fait partie de la quatrième circonscription de la Marne.

### Intercommunalité
Saint-Souplet-sur-Py était membre de la communauté de communes des Rives de la Suippe, un établissement public de coopération intercommunale (EPCI) à fiscalité propre créé fin 2003 et auquel la commune avait transféré un certain nombre de ses compétences, dans les conditions déterminées par le code général des collectivités territoriales.
Dans le cadre des dispositions de la loi portant nouvelle organisation territoriale de la République du 7 août 2015, qui prévoit que les établissements publics de coopération intercommunale (EPCI) à fiscalité propre doivent avoir un minimum de 15 000 habitants, cette intercommunalité a fusionné avec ses voisines pour former, le 1er janvier 2017, la communauté urbaine du Grand Reims dont est désormais membre la commune.

### Liste des maires
| Période                                  | Période                         | Identité              | Étiquette | Qualité                                                        |
| ---------------------------------------- | ------------------------------- | --------------------- | --------- | -------------------------------------------------------------- |
| Les données manquantes sont à compléter. |                                 |                       |           |                                                                |
| 1879                                     |                                 | M. Maitre             |           |                                                                |
| Les données manquantes sont à compléter. |                                 |                       |           |                                                                |
| aout 1927                                | octobre 1944                    | Charles Maitre        |           |                                                                |
| octobre 1944                             | mai 1953                        | Jean Freche           |           |                                                                |
| mai 1953                                 | septembre 1955                  | Hervé Berthe          |           |                                                                |
| septembre 1955                           | septembre 1955                  | Jean Freche           |           |                                                                |
| septembre 1955                           | mars 1971                       | Robert Deville        |           |                                                                |
| mars 1971                                | mars 2008                       | Dominique Flambert    |           |                                                                |
| mars 2008                                | 4 juillet 2020                  | Nicole Chovet         |           | Membre du bureau de la CC des Rives de la Suippe (2014 → 2016) |
| 4 juillet 2020                           | En cours (au 13 septembre 2022) | Jean-Christophe Poins |           | Cadre de la fonction publique                                  |

## Population et société

### Démographie
L'évolution du nombre d'habitants est connue à travers les recensements de la population effectués dans la commune depuis 1793. Pour les communes de moins de 10 000 habitants, une enquête de recensement portant sur toute la population est réalisée tous les cinq ans, les populations de référence des années intermédiaires étant quant à elles estimées par interpolation ou extrapolation. Pour la commune, le premier recensement exhaustif entrant dans le cadre du nouveau dispositif a été réalisé en 2007.

En 2022, la commune comptait 129 habitants, en évolution de +0,78 % par rapport à 2016 (Marne : −1,19 %, France hors Mayotte : +2,11 %).
| 1793 | 1800 | 1806 | 1821 | 1831 | 1836 | 1841 | 1846 | 1851 |
| ---- | ---- | ---- | ---- | ---- | ---- | ---- | ---- | ---- |
| 400  | 434  | 428  | 479  | 630  | 613  | 602  | 653  | 673  |

| 1856 | 1861 | 1866 | 1872 | 1876 | 1881 | 1886 | 1891 | 1896 |
| ---- | ---- | ---- | ---- | ---- | ---- | ---- | ---- | ---- |
| 613  | 603  | 549  | 524  | 479  | 456  | 428  | 427  | 405  |

| 1901 | 1906 | 1911 | 1921 | 1926 | 1931 | 1936 | 1946 | 1954 |
| ---- | ---- | ---- | ---- | ---- | ---- | ---- | ---- | ---- |
| 381  | 327  | 321  | 283  | 257  | 259  | 256  | 232  | 215  |

| 1962 | 1968 | 1975 | 1982 | 1990 | 1999 | 2006 | 2007 | 2012 |
| ---- | ---- | ---- | ---- | ---- | ---- | ---- | ---- | ---- |
| 189  | 169  | 187  | 156  | 147  | 136  | 147  | 149  | 138  |

| 2017 | 2022 | - | - | - | - | - | - | - |
| ---- | ---- | - | - | - | - | - | - | - |
| 125  | 129  | - | - | - | - | - | - | - |

## Lieux et monuments

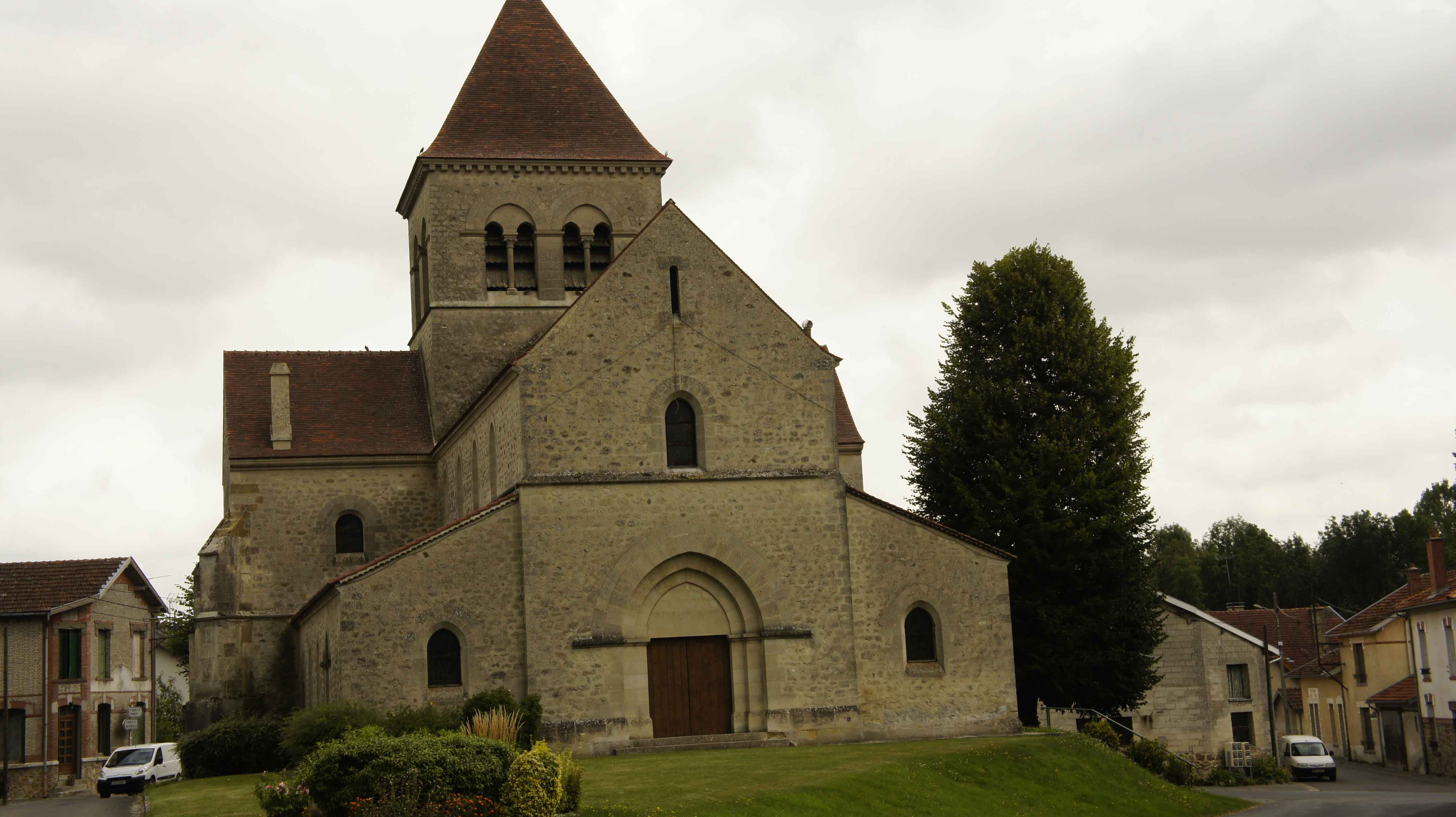
Une vue du portail ouest de l'église.

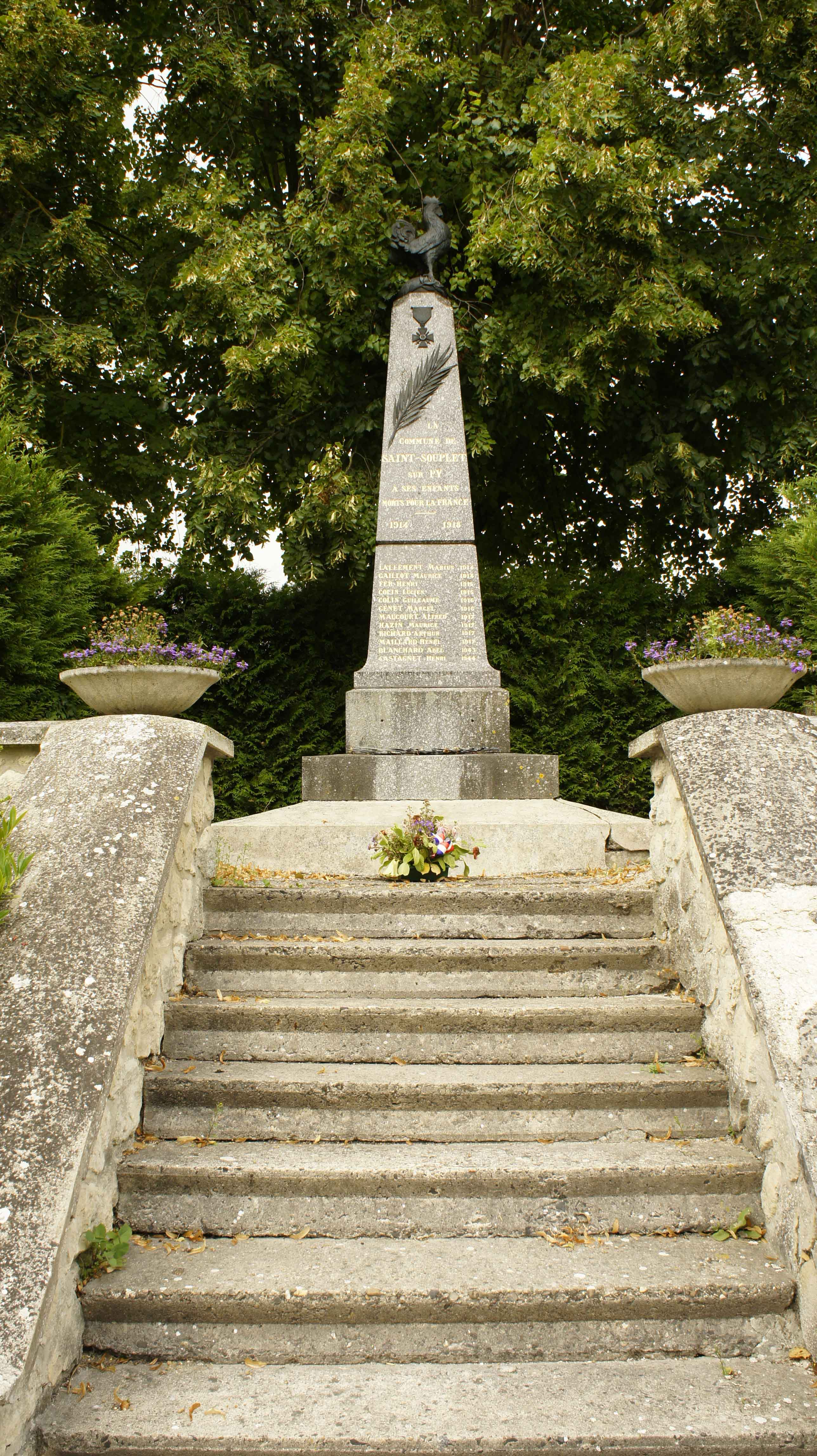
Le monument aux morts.

- Église de Saint-Souplet-sur-Py
- Monument aux morts :
Le monument communal, situé sur le RD 20 au milieu du village et en face l'église, a été érigé en même temps que la mairie. Perché, son accès a été conçu avec des plaques béton de la première guerre mondiale ayant servi durant le conflit dans les bâtiments de fortune allemand. Il est constitué d'un pilier commémoratif, surmonté du coq gaulois, et comprend des palmes ainsi que la Croix de guerre, ainsi que la mention « La commune de Saint-Souplet sur Ry à ses enfants morts pour la France 1914-1918 »
Il porte les noms de :
  - Blanchard Abel Célestin Prosper
  - Castagnet  Henri Pierre Adolphe Louis
  - Colin Guillaume.
  - Colin Lucien Jean
  - Fer Edmond Henri Joseph
  - Gaillot Maurice Émile
  - Genet Marcel
  - Hazin Maurice Paul Louis
  - Lallement Fernand Marius
  - Maillard Henri Clément
  - Maucourt Alfred
  - Richard Jean Baptiste Arthur
- De nombreux blockhaus parsèment le territoire communal, dont un en plein centre du village, rue de la Davas.
En direction de l’Épine de Vedegrange (route de Saint-Hilaire-le-Grand, au niveau du pont sous la voie ferrée), il existe un ensemble d’ouvrages d’un ancien camp régimentaire allemand « Kuchenschlucht », comprenant des abris bétonnés, une tourelle d’observation, des vestiges d’abris enterrés pour le logement de la troupe et des entrées de sapes

### Personnalités liées à la commune
La famille de Vergeur est, au XVIe siècle comte de Saint-Souplet.

### Arfticles connexes
- Liste des communes de la Marne